# ويلان
'ويلان'(عيلان بن عريف الاخضري) نسبة لقبيلة الخضران او الخذران بلدية في دائرة المراهنة في ولاية سوق أهراس الجزائرية.
```
تسمية ويلان هي نسبة لعيلان. الذي هو من قبيلة الخذران.  المعروفة بالاخضر والتي اتت في الفتوحات الاسلامية.وهي احد اكبر القبائل الجزائرية. حيث يقول العلامة ابن خلدون: وأما الأخضر فيقولون إنهم من ولد خضر بن عامر وليس عامر بن صعصعة فإن أبناء عامر بن صعصعة معروفون كلهم عند النسابين. وإنما هو والله أعلم عامر آخر من أولاد رياح. ولعله عامر بن زيد بن مرداس المذكور في بطونهم، أولهم من الخضر الذين هم ولد مالك بن طريف بن مالك بن حفصة بن قيس عيلان
```

ويتفرع اولاد ويلان الى :اولاد مومن اولاد غنيمي .اهل لخضارة . اهل الحدادة